# Asthena soldaria
Asthena soldaria là một loài bướm đêm trong họ Geometridae.